# John Rensenbrink
John C. Rensenbrink (30 de agosto de 1928 - 30 de julio de 2022) fue un politólogo, filósofo, periodista, conservacionista y activista político estadounidense. Ha iniciado y ayudado a fundar muchas organizaciones, las más destacadas son el Partido Verde de Maine (1984); el Partido Verde de los Estados Unidos (1984-1987), de los cuales fue uno de los principales fundadores; y CREA (la Alianza para la Educación del Río Cathance) 2000 hasta el presente, un proyecto práctico de educación ecológica para escuelas locales, escolares y estudiantes de secundaria en la costa central de Maine.

## Temprana edad y educación
Rensenbrink nació en 1928 en la zona rural de Pease, Minnesota, uno de los siete hijos de padres granjeros holandeses-estadounidenses. Su madre, Effie (Koiman), nació en Holanda; su padre, John Rensenbrink, era el hijo mayor de inmigrantes holandeses.
Rensenbrink y su hermano Henry operaron la granja lechera tras la prematura muerte de su padre en 1943. Al no poder asistir a la escuela secundaria, Rensenbrink tomó un curso por correspondencia realizado por la Escuela Americana de Chicago. Dejó la granja en 1946 para asistir a Calvin College, una universidad evangélica en Grand Rapids, Michigan ; su madre y hermanos se mudaron a esa ciudad al año siguiente. Rensenbrink estudió historia, inglés y filosofía en Calvin y fue editor del periódico universitario durante su penúltimo y último año. Se graduó de Calvin con una licenciatura en 1950. Luego ingresó a la Universidad de Michigan en Ann Arbor, se centró principalmente en la filosofía política y recibió una maestría en ciencias políticas en 1951. A esto le siguió una beca Fulbright para estudiar en la Universidad de Amsterdam de 1951 a 1952. Posteriormente, estudió en la Universidad de Chicago, concentrándose en filosofía política, política estadounidense y derecho constitucional, y completó su doctorado. en ciencias políticas de esa universidad en 1956. Su doctorado La tesis se tituló "Tecnología y utopía: la estructura de la libertad". 

## Académico y otro trabajo profesional
Rensenbrink comenzó a enseñar en Coe College en Cedar Rapids, Iowa en 1956. Después de un año en Coe enseñando historia y relaciones internacionales, enseñó filosofía política y gobierno estadounidense en Williams College en Williamstown, Massachusetts, durante cuatro años (1957-1961). Mientras se preparaba para su primera clase en Williams en el verano de 1957, Rensenbrink conoció a Carla Washburne en la librería universitaria de su padre en Williamstown. Carla era una estudiante de tercer año en Radcliffe College en Cambridge, Massachusetts. Se casaron en junio de 1959, poco después de la graduación de Carla.
Se mudaron a Maine en 1961. Rensenbrink enseñó filosofía política e historia en Bowdoin College en Brunswick, Maine, durante un año antes de tomar un trabajo en 1962 durante tres años como Asesor de Educación de los gobiernos de Kenia y Tanzania, patrocinado por la Agencia de los Estados Unidos para el Desarrollo Internacional. Él, Carla y sus hijas Kathryn y Margaret (nacidas en Dar es Salaam), de tres y un año respectivamente, regresaron a Bowdoin College en 1965. Rensenbrink fue ascendido al puesto titular de profesor asociado en 1968 y a profesor titular en 1974. El tercer hijo de los Rensenbrink, Elizabeth, nació en enero de 1968. 
Rensenbrink pasó los primeros seis meses de 1983 en Polonia, acompañado de su esposa y sus tres hijas, como profesor investigador en la Universidad Marie Sklodowska en Lublin, patrocinada conjuntamente por esa universidad y la Universidad Estatal Lock Haven en Pensilvania. Esto fue durante la represión del movimiento Solidaridad. Eludiendo el ojo vigilante de la policía secreta del régimen comunista, investigó y estudió las fuentes y la forma del cambio social representado por Solidaridad. Escribió su primer libro, basado en esa experiencia, en 1988, publicado por University of Louisiana Press, "Poland Challenges a Divided World". En él predijo con precisión el derrocamiento no violento del régimen comunista y la victoria del movimiento Solidaridad, acontecimientos que sorprendieron al mundo en 1989 y que condujeron rápidamente a la demolición del Muro de Berlín y la caída del régimen comunista en Rusia.
Luego de jubilarse a medias en 1989, Rensenbrink continuó enseñando en Bowdoin durante varios años, creando un seminario interdisciplinario para especializaciones en estudios sobre negros, mujeres y medio ambiente. Desde mediados de los 90 y hasta el presente, Rensenbrink ha participado en la Sociedad Internacional para el Diálogo Universal (ISUD), fundada por Janusz Kuczynski (ya fallecido), jefe del departamento de filosofía de la Universidad de Varsovia. Ha presentado varios trabajos en sus Congresos mundiales, que se celebran cada dos años, y se desempeñó como secretario y vicepresidente antes de ser elegido presidente en el Congreso de Helsinki en 2005. Sirviendo como presidente durante dos años, organizó el 7º Congreso de ISUD en Hiroshima, Japón en 2007. Su discurso presidencial versó sobre el diálogo intercultural como factor principal en la búsqueda de la paz.
Rensenbrink pronunció uno de los tres discursos de Key Note en el 11.º Congreso de ISUD en Varsovia el 11 de julio de 2016. Se titulaba "Coevolución: base para el diálogo interactivo".

## Trabajo político
La primera incursión de Rensenbrink en la política fue una carta al editor a la edad de 14 años elogiando al líder político de Minnesota, Harold Stassen. La carta apareció en el Minneapolis Star Journal. Fue la primera de muchas cartas al editor de ese periódico durante los siguientes años. Mientras estaba en la universidad, Rensenbrink participó en una campaña popular para destituir al alcalde de Grand Rapids. Poco después, en la Universidad de Michigan en 1951-1952, se unió a los Jóvenes Republicanos, pero se disgustó con la política de Joseph McCarthy.
Rensenbrink abandonó el Partido Republicano y se convirtió en demócrata después de escuchar los discursos de Adlai Stevenson, el candidato demócrata a la presidencia en 1952 y 1956. En 1968, tras los asesinatos de Martin Luther King y Robert F. Kennedy, y tras la represión policial del alcalde demócrata de Chicago, Daley, contra los estudiantes que protestaban en la convención nacional de nominación demócrata en Chicago, Rensenbrink formó con otros los Demócratas Reformistas de Maine (de 1968 a 1968). 1970). El intento fue ayudar a poner fin a la guerra de Vietnam y reformar el Partido Demócrata. En 1976 y 1978, Rensenbrink participó en las primarias demócratas para el escaño en el Senado de Lewiston/Auburn/Topsham de la legislatura de Maine. El distrito era fuertemente demócrata, por lo que una victoria en las primarias asegura la victoria en las elecciones generales. Se quedó corto en ambas ocasiones, perdiendo por solo 170 votos en 1978. A principios de la década de 1980, Rensenbrink se unió a otros en campañas para cerrar la única planta nuclear de Maine. Las campañas fueron batallas perdidas, por estrecho margen, pero la lucha contra la energía nuclear se ganó en términos de opinión pública. La planta nuclear, "Maine Yankee", cerró varios años después de estas campañas.

### El Partido Verde
1984 fue un año decisivo para Rensenbrink. Mientras estaba en Polonia el año anterior, había oído hablar de las elecciones de Alemania en las que Alemania Occidental del Partido Verde tenía candidatos. Habían ganado 27 escaños en el Parlamento de la nación. Ese verano, en su camino de regreso a los Estados Unidos, Rensenbrink se detuvo en Munich y en Frankfurt para visitar a amigos que se habían unido al Partido Verde Alemán y estaban celebrando su inesperado éxito parlamentario. Ese otoño, de vuelta en Maine y Bowdoin College, Alan Philbrook, un compañero activista antinuclear, llamó para decir que había estado en la primera reunión de los Verdes en Canadá y, a su regreso a Maine, registró el Partido Verde de Maine. Luego, los dos convocaron una reunión para el 14 de enero de 1984 para considerar la formación de una organización del Partido Verde en Maine. Esto se logró en Augusta en esa fecha, el primero de su tipo, como descubrieron más tarde, en los Estados Unidos.
Rensenbrink rápidamente hizo planes para buscar la jubilación anticipada (que se logró en 1989) y se lanzó a la organización del Partido Verde en Maine y en los Estados Unidos. Una reunión en St. Paul, Minnesota, fue seguida por reuniones mensuales regulares de lo que primero se llamó Comités de Correspondencia, luego se cambió a Comités de Correspondencia Verde, con una Cámara de Compensación en Kansas City encabezada por Dee Berry. Trabajando con Clearing House, la reunión anual de una Asamblea Verde y el Comité Interregional que se había formado, Rensenbrink encabezó un proyecto de tres años para producir un Programa de Política Verde, generado a partir de los más de 300 grupos de base que habían surgido. en los primeros años. El Programa se completó y aprobó en septiembre de 1990, en la reunión anual de la Asamblea Verde en Boulder, Colorado. A partir de entonces, Rensenbrink, con otros, formó la Red de Política Verde, cuyo objetivo era la eventual creación de un Partido Verde nacional de Partidos Verdes estatales asociados. El resultado fue la Asociación de Partidos Verdes Estatales (ASGP), que, de 1996 a 2001, creció para incluir a todos los partidos Verdes estatales y luego se transformó en el Partido Verde de los Estados Unidos en 2001. Rensenbrink ha seguido estando activo en el Comité Nacional de la USGP y en las Convenciones y campañas presidenciales anuales y en su Comité Internacional, que había fundado en 1997 como parte de la ASGP.
Rensenbrink fue el candidato del Maine Green Party a senador de EE. UU. en 1996 contra la republicana Susan Collins y el demócrata Joe Brennan. y recibió el 4% de los votos. El Maine Green Party cambió su nombre a Maine Green Independent Party (MGIP) en 1998. Ha crecido constantemente. Con más de 41,000 residentes de Maine inscritos en el partido, tiene la membresía per cápita más grande de todos los Partidos Verdes en los Estados Unidos. Presentó un candidato a gobernador en cada ciclo electoral de cuatro años desde 1994 hasta 2006, obteniendo el 10% de los votos en 2002 y 2006. Rensenbrink trabajó como director de capaña para dos campañas para gobernador: Jonathan Carter en 1994 y Pat LaMarche en 1998 y trabajo como asesor principal en las demás. MGIP ha presentado 10 o más candidatos para la legislatura estatal en la mqyoría de las elecciones, colocando a uno en la Cámara de Representantes del estado en 2002 y 2004. Se ha convertido en el segundo partido después de los demócratas en la ciudad más grande de Maine, Portland, y desde hace varios años tiene a tres de sus miembros en el Concejo Municipal de Portland. También ha elegido a varios miembros de la Junta Escolar.

## Trabajo comunitario
Rensenbrink ayudó a fundar Merrymeeting Community Action (MCA) en la costa central de Maine en 1966–1967. Junto con el profesor Paul Hazelton del Departamento de Educación de Bowdoin College, Rensenbrink desarrolló y escribió para MCA el primer programa antipobreza financiado con éxito en Maine y formó parte de la junta directiva de MCA durante varios años.
En 1999, Rensenbrink, junto con su esposa Carla y varios conciudadanos, crearon Topsham's Future, un grupo de acción ciudadana dedicado a equilibrar el rápido desarrollo económico de Topsham con la preservación y vitalidad de los valores comunitarios y la integridad del vecindario. Uno de sus principales logros fue la creación de la Reserva Natural del Río Cathance a través de negociaciones prolongadas con el desarrollador de la comunidad de jubilados John Wasileski. Sobre la base de su éxito en la negociación, Rensenbrink y Wasileski se unieron para fundar el programa Cathance River Education Alliance en 2000. El programa brinda educación ecológica práctica a miles de estudiantes y maestros en las escuelas del área. En 2019, el camino que conduce a la oficina de CERA pasó a llamarse "Rensenbrink Way".
Junto con varios otros ciudadanos preocupados e influyentes de Topsham en 2008, Rensenbrink ayudó a derrotar en las urnas una propuesta para reemplazar la forma de gobierno de la Asamblea Municipal de Topsham con una forma de gobierno de consejo. Después de esto, persuadieron a la Junta Selecta de la ciudad para que creara un Comité de Mejora del Gobierno de Topsham. Este comité, presidido por Rensenbrink, produjo un informe que recomienda mejoras en la reunión de la ciudad de Topsham, algunas de las cuales se han instituido y otras están pendientes.
Rensenbrink, como parte de su objetivo de ayudar a desarrollar una comunidad internacional de activistas ecológicos y políticamente alertas fuertes de entre los Verdes y personas de mentalidad verde, estableció la Fundación Green Horizon en 2002 y continuó como su presidente. Entre sus proyectos, publica Green Horizon Magazine, que tuvo su inicio en 2003. Rensenbrink fue su editor en jefe junto con el coeditor Steve Welzer del New Jersey Green Party. La fundación también lleva a cabo un sitio web (www. Green-Horizon.org) y publica libros.

## Muerte
Rensenbrink murió el 30 de julio de 2022.

## Premios seleccionados
- Premio Praxis por logros distinguidos en el papel de académico y activista, presentado el 2 de septiembre de 1994 por la Sección Organizada de Política Transformacional de la Asociación Estadounidense de Ciencias Políticas
- Premio presentado en 2004 por el Partido Independiente Verde de Maine "Por 20 años de destacado servicio al movimiento Verde en Maine y al Partido Independiente Verde de Maine".
- Premio presentado en 2006 por Cathance River Education Alliance "En reconocimiento a la co-fundación de CREA".
- Retrato pintado por Rob Shetterly – Organizado por el Maine Green Independent Party con motivo del 25 aniversario del partido, mayo de 2009. El retrato es parte de la serie de pinturas de Rob Shetterly sobre "Americanos que dicen la verdad".

## Publicaciones
- Cómo se produce y no se produce el cambio: Estudios de casos de innovación en programas de reforma educativa de Maine, Documento ERIC, Recursos en educación, Arlington, VA ; Número de documento ED 127664, 1977
- La teoría y la práctica de la comunicación no distorsionada, análisis del proyecto de reunión de la ciudad del estado 1990, Consejo de Humanidades de Maine, Portland, Maine.
- Polonia desafía a un mundo dividido, Louisiana State University Press, 1988
- Los verdes y la política de transformación, prefacio de Jay Walljasper R&E Miles Publishers, 1992
- Against All Odds, the Green Transformation of American Politics, prólogo de Ralph Nader, Leopold Press 1999
- Política ecológica: por la supervivencia y la democracia, Lexington Books, 2017

### Artículos seleccionados
- "Un estudio sobre la praxis: el caucus para una nueva ciencia política". Nueva ciencia política, invierno de 1980
- "Más allá de Polis y Cosmópolis: Caminos verdes hacia un nuevo universalismo". En Diálogo y universalismo, vol. V, No. 5, v Varsovia, 1995.
- "Seguridad, Democracia y Gobernanza Mundial". En The Global Greens, editado por Margaret Blakers. El Instituto Verde, Canberra 2001
- "El Dalai Lama sobre el sufrimiento y la compasión, una crítica ontológica". En Actas del Quinto Congreso Mundial de la Sociedad Internacional para el Diálogo Universal. Publicado por Skepsis, Atenas 2004.
- "Diálogo y ser: una investigación ontológica". En Diálogo y Universalismo, Vol XXIII, No. 3/2013.